# İlkay Durmuş
İlkay Durmuş (* 1. Mai 1994 in Stuttgart) ist ein türkisch-deutscher Fußballspieler.

## Karriere
Durmuş begann seine Karriere in Deutschland bei der TSG 1899 Hoffenheim. 2011 wechselte er zum VfB Stuttgart. 2012 wechselte er in die Türkei zu Gençlerbirliği Ankara. Nachdem er dort in eineinhalb Jahren nur einmal im Cup zum Einsatz gekommen war, wechselte er im Januar 2014 zum Ligakonkurrenten Antalyaspor. Sein Profidebüt gab er am 34. Spieltag 2013/14 gegen Trabzonspor. Nach dem Abstieg des Klubs löste er seinen Vertrag im Sommer auf. Im Januar 2015 wechselte er nach Österreich zum Zweitligisten Floridsdorfer AC. Im Sommer 2015 wechselte er zum SC Austria Lustenau.
Zur Saison 2017/18 wechselte er zum Ligakonkurrenten SV Ried, bei dem er einen bis Juni 2019 gültigen Vertrag erhielt.
Zur Saison 2018/19 wechselte er zum Bundesligisten FC Wacker Innsbruck, bei dem er einen bis Juni 2020 laufenden Vertrag erhielt. Mit Wacker musste er zu Saisonende aus der Bundesliga absteigen, woraufhin er Innsbruck verließ.
Daraufhin wechselte er im Juli 2019 nach Schottland zum FC St. Mirren, bei dem er einen bis Juni 2021 laufenden Vertrag erhielt. Danach wechselte er zu Lechia Gdańsk.